# Chakra (음반)
《Chakra》는 대한민국의 음악 그룹인 샤크라의 첫 번째 정규 음반이다. 2000년 3월 2일에 발매되었다. 타이틀 곡은 〈한 (Come A Come)〉, 후속곡은 〈Hey U〉이다.

## 개요
- 샤크라의 데뷔 음반으로, 인도풍 음악으로 인기를 끌었다.[1]
- 이 음반의 기획 및 제작에는 사진 작가 김중만, 뮤직비디오 감독 홍종호, 댄서 채리나 등이 참여하였다.[1] 이들은 음반의 성공에 따라 수익을 나누어 가졌다.[2]
- 타이틀 곡 〈한 (Come A Come)〉은 인도풍의 고아 트랜스(Goa trance) 곡으로, 도입부에는 실제로 인도어가 삽입되었다.[2] 이 곡으로 활동할 때 인도풍의 에스닉(Ethnic) 패션을 현대적으로 가공한 퓨전 의상을 입었으며[3], 미간에는 빈디(Bindi)를 촬영하였다.[4] 뮤직비디오는 태국에서 촬영하였다.[5]
- 3번 트랙 〈사랑징후〉와 5번 트랙 〈Make A Love〉는 테크노, 4번 트랙 〈Why〉는 힙합 장르의 곡이다.[2]

## 수록곡
| #            | 제목                                | 작사         | 작곡                   | 편곡            | 재생 시간 |
| ------------ | ----------------------------------- | ------------ | ---------------------- | --------------- | --------- |
| 1.           | 〈The New〉                         |              | 이상민, X-Large        | 이상민, X-Large | 2:00      |
| 2.           | 〈한 (Come A Come)〉                | 이상민       | 이상민, 김준환         | 김준환          | 4:00      |
| 3.           | 〈사랑징후〉                        | 이상민       | 이상민, 김준환, 신상근 | 김준환          | 4:11      |
| 4.           | 〈Why〉 (feat. Danny Ohm)           | 이상민       | 신상근                 | 신상근          | 3:56      |
| 5.           | 〈Make A Love〉                     | 이상민       | 신상근                 | 신상근          | 4:11      |
| 6.           | 〈Fantasy〉 (feat. X-Large)         | 이상민       | 신상근                 | 신상근          | 3:38      |
| 7.           | 〈Champion〉                        | 이상민       | 김성태                 | 이상민          | 4:47      |
| 8.           | 〈결심〉                            | 이상민       | 김성태                 | 이주한          | 4:33      |
| 9.           | 〈Hey U〉 (feat. Danny Ohm)         | 이상민       | 김성태                 | 김성태          | 3:58      |
| 10.          | 〈이별징후〉                        | 이상민       | 신상근                 | 신상근          | 4:06      |
| 11.          | 〈기원〉 (duet by 여원 & Danny Ohm) | 이상민       | 신상근                 | 김준환          | 4:09      |
| 총 재생 시간 | 총 재생 시간                        | 총 재생 시간 | 총 재생 시간           | 총 재생 시간    | 43:29     |

## 수상 내역
| 연도   | 수상 내역                            |
| ------ | ------------------------------------ |
| 2000년 | - 한 - 4월 30일 SBS 《인기가요》 1위 |

## 차트
| 차트 (2000)                                     | 최고 순위 |
| ----------------------------------------------- | --------- |
| 대한민국 (한국음반산업협회 월간 가요음반판매량) | 6         |